# Cleveleys
Cleveleys (tworząc razem z pobliskim Thornton miejscowość Thornton-Cleveleys) – miasto w Anglii, w hrabstwie Lancashire, w dystrykcie Wyre. Leży 71 km na północny zachód od miasta Manchester i 329 km na północny zachód od Londynu.